# كسكا
كسكا (بالبرتغالية: Xeka‏) (10 نوفمبر 1994 بريبوردوسا في البرتغال - ) هو لاعب كرة قدم برتغالي في مركز الوسط. لعب مع نادي ليل.

## روابط خارجية
- كسكا على موقع الاتحاد الأوربي (الإنجليزية)
- كسكا على موقع إي إس بي إن إف سي (الإنجليزية)
- كسكا على موقع قاعدة بيانات كرة القدم.إي يو (الإنجليزية)
- كسكا على موقع ليكيب (الفرنسية)
- كسكا على موقع Soccerbase.com (لاعب) (الإنجليزية)
- كسكا على موقع Soccerway.com (الإنجليزية)
- كسكا على موقع عالم كرة القدم.نت (الإنجليزية)
- كسكا على موقع AS.com (الإسبانية)